# ظريف شبانة
ظريف شبانة ويعرف باسم ستيف شبانة (بالإنجليزية: Steve Shabaneh)‏ هو لاعب كمال أجسام ولد في مدينة الخليل عام 1948 وانتقل إلى إسبانيا عام 1969. كان قد اشتهر في سبعينات القرن العشرين. تختلف المصادر حوله، فتشير تارةً إلى أنه مثّل فلسطين في عددٍ من البطولات العربيَّة والدوليَّة، وتارةً أخرى بأنه مثّل إسبانيا.

## سيرته
وُلد ظريف عبد الغفار شبانة عام 1948 في مدينة الخليل، وتلقى تعليمه الابتدائي بمدرسة أسامة بن منقذ في نفس المدينة، ثم أكمل تعليمه الإعدادي والثانوي في مدرسة بيت لحم الثانويَّة. بدأ ممارسة رياضة كمال الأجسام في مدينة بيت لحم، وذلك ليبتعد عن الأجواء السياسيَّة آنذاك، حيث كان عضوًا في إحدى خلايا حركة فتح والتي نشطت في بيت لحم، وأصبح الوضع صعبًا عندما سقطت هذه الخليَّة، لذلك اضطر إلى الانتقال إلى إسبانيا عام 1969، وبدأ هناك ممارسة رياضة كمال الأجسام بشكلٍ جدي، حتى بدأ المشاركة في المنافسات عام 1971. كان أيضًا من أسباب انتقاله إلى إسبانيا هو إكمال دراسته الجامعيَّة، حيث التحق بكلية الطب في مدريد، وعمل في نفس الوقت ضمن الوفد الفلسطيني في ذلك الوقت. يُشار بأنه لم يمارس مهنة الطب نهائيًا، وأنه كان عضوًا في نادي أهلي الخليل.
عاد إلى فلسطين مع ياسر عرفات عام 1994 بعد اتفاقية أوسلو، وكان يُعرف بأنه «رياضي وعسكري وسياسي»، كما عُرضت عليه وزارة الرياضة والصحة ضمن السلطة الوطنية الفلسطينية، ولكنه رفض ذلك لأسبابٍ متعددة، ومنها أنه كان متزوجًا ولديه أطفال ولا يرغب في تركهم، إضافةً إلى قوله بأنَّ «فلسطين لم تعد كما تركتها، ولم أكن أتفق مع بعض الأمور سياسيًا»، وبعدها انسحب وترك السياسة بشكلٍ كامل. أشار في مقابلةٍ أجرتها صحيفة إل بيريوديكو [الإنجليزية] معه في يوليو/تموز 2011 بأنه ليس لديه أي ارتباطاتٍ سياسيَّة حاليًا. كما أشار في نفس المقابلة بأنَّ اسم «ستيف» يرتبط باسم عائلته من جهة الأم، والذي يرجع أصله إلى الإنجليزية زمن الانتداب البريطاني على فلسطين.
يذكر خالد عجاوي في كتابه «الحركة الرياضية الفلسطينية في الشتات» بأنَّ ظريف شبانة حقق عددًا من البطولات الدولية، ومنها: «بطولة هرقل عام 1975، بطولة إسبانيا عام 1976، المركز الرابع في أوروبا والعالم عام 1977 في باريس، المركز الثالث في بطولة العالم عام 1978 في مدريد، بطولة العالم مستر يونيفرس عام 1979، بطولة العالم مستر وورلد عام 1979 في فيرونا بإيطاليا، بطولة العالم مستر وورلد عام 1980 في باريس، بطولة العالم مستر إنترناشيونال عام 1981 في بلجيكا. وهو صاحب أجمل جسم متناسق في العالم باستفتاء الصحافة الأوروبية عام 1982».
ظهر اسمه أيضًا في نسخةٍ قديمةٍ من «مجلة الحصاد الرياضي» الفلسطينيَّة تحت عنوان «سفراؤنا في الخارج: البطل الفلسطيني العالمي ظريف شبانه يمثل قضيتنا بطريقة خاصة»، كما أشارت إليه باسم ستيف الفلسطيني، وذكرت بأنه مثّل فلسطين في عددٍ من البطولات العربيَّة والدوليَّة، ومنها: «عربيًا: بطولة فلسطين والكويت، بطولة سيد آسيا والعرب، بطولة البحر المتوسط. دوليًا: بطولة العالم في لندن عام 1974، بطولة فيرونا (إيطاليا) عام 1975: جاء في المركز الثالث فئة قصيرة، بطولة العالم في في لندن 1976 جاء في المركز الثاني، بطولة العالم في فرنسا 1977 وجاء في المركز الأول، بطولة العالم في مدريد (إسبانيا) 1978 للهواء وجاء في المركز الأول، بطولة العالم في لندن 1979 وجاء في المركز الأول فئة قصيرة، بطولة العالم 1979 في فيرونا (إيطاليا) وأحرز لقب Mr. World والمركز الأول على جميع الفئات».
كان قد ظهر على غلاف مجلة آيرون مان [الإنجليزية] في يوليو/تموز 1980، وكتب عليها: «Zarif Chaban, 1979 Class I, Mr. Universe». تذكر المصادر بأنه ممن ساهموا في رفع مستوى رياضة كمال الأجسام بإسبانيا، وكان قد مثّلها عدة مراتٍ في منافساتٍ دوليَّة، ومنها مستر وورلد (Mr. World) ومستر إنتركونتيننتال (Mr. Intercontinental) ومستر يونيفيرس (Mr. Universe).
يقيم حاليًا في مدريد بإسبانيا، حيث يمتلك متجرًا للمكملات الغذائيَّة الرياضيَّة. كما يزور عائلته في مدينة الخليل كل سنتين تقريبًا، وهو حاصلٌ على الجنسيَّة الإسبانيَّة.[بحاجة لمصدر]

## روابط خارجية
- صور لظريف شبانة على فليكر من عام 2011: 1، 2، 3
- Steve Shabaneh, pionero del culturismo español على يوتيوب (بالإسبانية)
- Memoria Histórica: Steve Shabaneh, el palestino culturista على يوتيوب (بالإسبانية)